# Arpad Miklos
Árpád Miklós (Budapest, 11 de septiembre de 1967 - Nueva York, 3 de febrero de 2013) fue un actor húngaro de cine pornográfico gay.
Miklós vivía en Nueva York, donde también trabajaba como prostituto, siendo uno de los más caros ofreciendo este servicio. Fue hallado muerto en su apartamento de Nueva York. Dejó una nota de suicidio donde no especificó los motivos de su decisión y dejó instrucciones sobre lo que debía hacerse con sus restos. 

## Carrera
Miklós (Nicolás) trabajó con directores como John Rutherford, Jerry Douglas, Kristen Bjorn y Chi Chi LaRue. Miklós recibió los premios Grabby y GayVN por su papel en BuckleRoos I.

## Premios

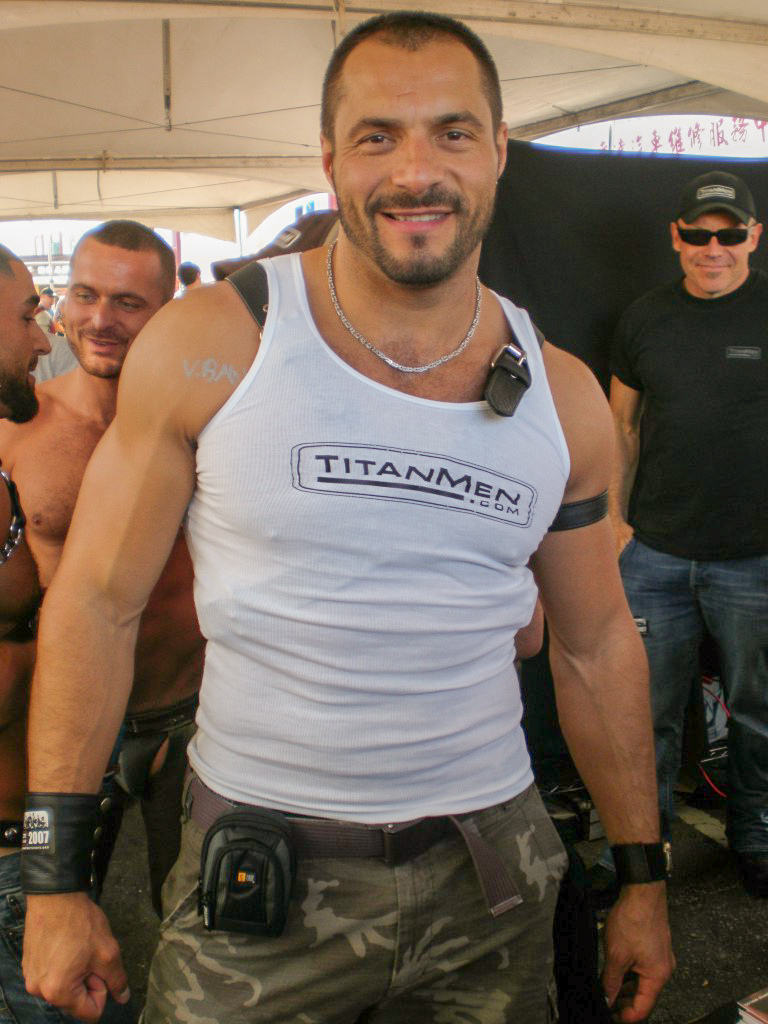
Arpad Miklos

- Adult Erotic Gay Video Awards 2004 - Hottest Cum Shots (BuckleRoos Part I)
- GayVN Awards 2005 - Best Solo Performance (BuckleRoos Part I)
- International Escort Awards 2006 - Best Top Escort[3]
- International Escort Awards 2008 - Best Porn Star Escort[4]
- International Escort Awards 2009 - Sexiest Escort (ex aequo con Marcel)[5]
- International Escort Awards 2010 - Best Top[6]
- International Escort Awards 2011 - Best Personal Website
- Grabby Awards 2011 - Hottest Cum Scene (con Samuel Colt, Alessio Romero, Brenn Wyson)[7]
- International Escort Awards 2012 - Best Daddy

## Filmografía
1. Crotch Rocket (2010) (V)
2. Loading Zone (2009) (V)
3. Full Of Cum (2009) (V)
4. Private Party 3: The Mystery Revealed (2009) (V)
5. Rest Stop Glory Hole (2009) (V)
6. Mens Room III: Ozark Mtn. Exit 8 (2008) (V)
7. Breakers (2007) (V)
8. Ass Pounding (2007) (V)
9. Gigolo (2007) (V)
10. Folsom Leather (2007) (V)
11. Boiler (2007) (V)
12. Hunger (2007) (V)
13. Shacked Up (2007) (V)
14. Tough Stuff (2007) (V)
15. Private Lowlife (2006) (V)
16. Black 'N' Blue (2006) (V)
17. Blue (2006/I) (V)
18. Humping Iron (2006) (V)
19. At Your Service (2006) (V)
20. Beefcake (2006) (V)
21. Fucking with the Stars (2006) (V)
22. JarHead 2 (2006) (V)
23. Kick-Ass Porn (2006) (V)
24. Nick Capra Dirty Talk (2006) (V)
25. Bonesucker (2005) (V)
26. Prowl 5: As Rough as It Gets (2005) (V)
27. Tough Guys: Gettin' Off (2005) (V)
28. Hell Room (2005) (V)
29. Bootstrap (2005) (V)
30. Skuff III: Downright Wrong (2005) (V)
31. Prowl 4: Back with a Vengeance (2005) (V)
32. The Hard Way (2005) (V)
33. Bed Heads (2005) (V)
34. Big Blue in the Boiler Room (2005) (V)
35. CSI: Cock Scene Investigation (2005) (V)
36. Entourage: Episode I (2005) (V)
37. Entourage: Episode II (2005) (V)
38. LeatherBound (2005) (V)
39. Man Made (2005) (V)
40. Ram Tough (2005) (V)
41. World Splash Orgy 2005 (2005) (V)
42. Buckleroos: Part I (2004) (V)
43. Taking Flight (2004) (V)
44. 69: Discover the Secret (2004) (V)
45. Fire Island Cruising 6 (2004) (V)
46. Hole Patrol (2004) (V)
47. Manhunt: The Movie (2004) (V)
48. Stoked, Part 2 (2004) (V)
49. The Road to Temptation (2004) (V)
50. Truckstop Daddy 2 (2004) (V)
51. Skuff II: Downright Filthy (2003) (V)
52. Bone Island (2003) (V)
53. Defined (2002) (V)
54. The Isle of Men (2002) (V)
55. Thick as Thieves (1999) (V)
56. Hungary for Men (1996) (V)
57. Comrades in Arms (1995) (V)
58. The Vampire of Budapest (1995) (V)